# Meteka
Meteka est une ville du nord-est de l'Éthiopie, située dans la Zone Administrative 3 de la région Afar. Elle comptait 1 579 habitants au recensement de 2005 et se trouve à 628 mètres d'altitude.